# Juan Pablo Garat
Juan Pablo Garat (sinh ngày 19 tháng 4 năm 1983 ở Buenos Aires) là một cầu thủ bóng đá người Argentina hiện tại thi đấu cho Aarau.
Garat khởi đầu sự nghiệp năm 2004 cùng với Club Atlético Atlanta. Anh gia nhập FC St. Gallen năm 2005.
Vào ngày 15 tháng 6 năm 2010, Juan Pablo Garat ký hợp đồng cho Dinamo Bucureşti. Anh rời Dinamo và gia nhập FC Aarau vào mùa hè năm 2011.

## Danh hiệu

### Câu lạc bộ
St. Gallen
- Swiss Challenge League: 2008-09

Aarau
- Swiss Challenge League: 2012-13